# Campeonato de Primera División 2024 (Argentina)
El Campeonato de Primera División 2024, llamado «Torneo Betano 2024» por motivos de patrocinio, y también conocido como Liga Profesional 2024, fue la nonagésima quinta temporada y el centésimo trigésimo noveno torneo de la era profesional de la Primera División del fútbol argentino, y el cuarto organizado por la Liga Profesional, órgano interno de la Asociación del Fútbol Argentino. Comenzó el 10 de mayo y tuvo un receso entre el 15 de junio y el 18 de julio, por la disputa de la Copa América 2024. Finalizó el 16 de diciembre.
Los nuevos participantes fueron los dos equipos ascendidos de la Primera Nacional 2023: el campeón, Independiente Rivadavia, de Mendoza, que participó por primera vez en el certamen regular, y volvió después de su última participación en el Torneo Nacional 1982, y Deportivo Riestra, ganador del torneo reducido por el segundo ascenso, que participó de la categoría por primera vez.
Consagró campeón al Club Atlético Vélez Sarsfield, que obtuvo su undécimo título, bajo la dirección técnica de Gustavo Quinteros. Clasificó, así, a la Copa Libertadores 2025 y disputará la Supercopa Argentina 2024 ante Central Córdoba de Santiago del Estero, campeón de la Copa Argentina 2024, y el Trofeo de Campeones 2024 ante Estudiantes de La Plata, campeón de la Copa de la Liga Profesional 2024.
Asimismo, al finalizar el torneo, se definieron otras clasificaciones a las copas Libertadores y Sudamericana de 2025, según la tabla acumulada de la temporada.

## Ascensos y descensos
| Cond.     | Equipos ascendidos de la Primera Nacional 2023 |
| --------- | ---------------------------------------------- |
| Campeón   | Independiente Rivadavia                        |
| Gan. red. | Deportivo Riestra                              |

| Pos.       | Equipos descendidos en la temporada 2023 |
| ---------- | ---------------------------------------- |
| 27.º Gen.  | Colón                                    |
| 28.º Prom. | Arsenal                                  |

## Equipos participantes
| Equipo                  | Ciudad                | Estadio                                                            | Capacidad           |
| ----------------------- | --------------------- | ------------------------------------------------------------------ | ------------------- |
| Argentinos Juniors      | Buenos Aires          | Diego Armando Maradona                                             | 24 000              |
| Atlético Tucumán        | San Miguel de Tucumán | Monumental José Fierro                                             | 35 200              |
| Banfield                | Banfield              | Florencio Sola                                                     | 34 900              |
| Barracas Central        | Buenos Aires          | Tomás Adolfo Ducó Guillermo Laza Ciudad de Lanús-Néstor Díaz Pérez | 48 314 3 000 47 027 |
| Belgrano                | Córdoba               | Julio César Villagra Mario Alberto Kempes                          | 38 500 57 000       |
| Boca Juniors            | Buenos Aires          | La Bombonera                                                       | 54 000              |
| Central Córdoba         | Santiago del Estero   | Único Madre de Ciudades                                            | 30 000              |
| Defensa y Justicia      | Gobernador Costa      | Norberto Tomaghello                                                | 20 000              |
| Deportivo Riestra       | Buenos Aires          | Guillermo Laza                                                     | 3 000               |
| Estudiantes             | La Plata              | Jorge Luis Hirschi                                                 | 32 530              |
| Gimnasia y Esgrima      | La Plata              | Juan Carmelo Zerillo                                               | 30 973              |
| Godoy Cruz              | Godoy Cruz            | Malvinas Argentinas                                                | 42 500              |
| Huracán                 | Buenos Aires          | Tomás Adolfo Ducó                                                  | 48 314              |
| Independiente           | Avellaneda            | Libertadores de América-Ricardo Enrique Bochini                    | 49 592              |
| Independiente Rivadavia | Mendoza               | Bautista Gargantini Malvinas Argentinas                            | 24 000 42 500       |
| Instituto               | Córdoba               | Juan Domingo Perón                                                 | 26 000              |
| Lanús                   | Lanús Este            | Ciudad de Lanús-Néstor Díaz Pérez                                  | 47 027              |
| Newell's Old Boys       | Rosario               | Marcelo Bielsa                                                     | 42 000              |
| Platense                | Florida               | Ciudad de Vicente López                                            | 34 530              |
| Racing Club             | Avellaneda            | Presidente Perón                                                   | 51 000              |
| River Plate             | Buenos Aires          | Monumental                                                         | 84 567              |
| Rosario Central         | Rosario               | Gigante de Arroyito                                                | 48 000              |
| San Lorenzo             | Buenos Aires          | Nuevo Gasómetro                                                    | 47 964              |
| Sarmiento               | Junín                 | Eva Perón                                                          | 23 000              |
| Talleres                | Córdoba               | Mario Alberto Kempes                                               | 57 000              |
| Tigre                   | Victoria              | José Dellagiovanna                                                 | 26 282              |
| Unión                   | Santa Fe              | 15 de Abril                                                        | 30 000              |
| Vélez Sarsfield         | Buenos Aires          | José Amalfitani                                                    | 49 540              |

### Distribución geográfica de los equipos
| Provincia              | Cant. | Equipos |
| ---------------------- | ----- | --- |
| Buenos Aires           | 10    | Sarmiento (J), Banfield, Defensa y Justicia, Independiente, Lanús, Platense, Racing Club, Tigre, Estudiantes y Gimnasia y Esgrima |
| Ciudad de Buenos Aires | 8     | Argentinos Juniors, Barracas Central, Boca Juniors, Deportivo Riestra, Huracán, River Plate, San Lorenzo y Vélez Sarsfield        |
| Santa Fe               | 3     | Newell's Old Boys, Rosario Central y Unión                                                                                        |
| Córdoba                | 3     | Belgrano, Instituto y Talleres |
| Mendoza                | 2     | Godoy Cruz e Independiente Rivadavia                                                                                              |
| Santiago del Estero    | 1     | Central Córdoba |
| Tucumán                | 1     | Atlético Tucumán |

## Sistema de disputa
El certamen se desarrolló en una rueda de todos contra todos. 

## Tabla de posiciones final
| Pos. | Equipo                  | Pts. | PJ | PG | PE | PP | GF | GC | Dif. |
| ---- | ----------------------- | ---- | -- | -- | -- | -- | -- | -- | ---- |
| 1.º  | Vélez Sarsfield         | 51   | 27 | 14 | 9  | 4  | 38 | 16 | 22   |
| 2.º  | Talleres (C)            | 48   | 27 | 13 | 9  | 5  | 34 | 27 | 7    |
| 3.º  | Racing Club             | 46   | 27 | 14 | 4  | 9  | 42 | 30 | 12   |
| 4.º  | Huracán                 | 46   | 27 | 12 | 10 | 5  | 28 | 18 | 10   |
| 5.º  | River Plate             | 43   | 27 | 11 | 10 | 6  | 38 | 21 | 17   |
| 6.º  | Boca Juniors            | 42   | 27 | 11 | 9  | 7  | 30 | 23 | 7    |
| 7.º  | Independiente           | 40   | 27 | 9  | 13 | 5  | 25 | 17 | 8    |
| 8.º  | Atlético Tucumán        | 40   | 27 | 11 | 7  | 9  | 28 | 27 | 1    |
| 9.º  | Unión                   | 40   | 27 | 11 | 7  | 9  | 27 | 26 | 1    |
| 10.º | Platense                | 39   | 27 | 10 | 9  | 8  | 20 | 18 | 2    |
| 11.º | Independiente Rivadavia | 38   | 27 | 10 | 8  | 9  | 23 | 25 | −2   |
| 12.º | Estudiantes (LP)        | 36   | 27 | 8  | 12 | 7  | 36 | 34 | 2    |
| 13.º | Instituto               | 36   | 27 | 10 | 6  | 11 | 32 | 31 | 1    |
| 14.º | Lanús                   | 36   | 27 | 8  | 12 | 7  | 28 | 31 | −3   |
| 15.º | Godoy Cruz              | 35   | 27 | 8  | 11 | 8  | 31 | 28 | 3    |
| 16.º | Belgrano                | 35   | 27 | 8  | 11 | 8  | 33 | 32 | 1    |
| 17.º | Deportivo Riestra       | 35   | 27 | 8  | 11 | 8  | 26 | 27 | −1   |
| 18.º | Tigre                   | 34   | 27 | 8  | 10 | 9  | 27 | 30 | −3   |
| 19.º | Gimnasia y Esgrima (LP) | 32   | 27 | 8  | 8  | 11 | 21 | 23 | −2   |
| 20.º | Rosario Central         | 32   | 27 | 8  | 8  | 11 | 27 | 30 | −3   |
| 21.º | Defensa y Justicia      | 32   | 27 | 7  | 11 | 9  | 27 | 33 | −6   |
| 22.º | Central Córdoba (SdE)   | 31   | 27 | 8  | 7  | 12 | 29 | 36 | −7   |
| 23.º | Argentinos Juniors      | 30   | 27 | 8  | 6  | 13 | 22 | 28 | −6   |
| 24.º | San Lorenzo             | 29   | 27 | 7  | 8  | 12 | 20 | 26 | −6   |
| 25.º | Newell's Old Boys       | 28   | 27 | 7  | 7  | 13 | 22 | 35 | −13  |
| 26.º | Sarmiento (J)           | 26   | 27 | 5  | 11 | 11 | 18 | 28 | −10  |
| 27.º | Banfield                | 24   | 27 | 5  | 9  | 13 | 22 | 36 | −14  |
| 28.º | Barracas Central        | 23   | 27 | 4  | 11 | 12 | 15 | 33 | −18  |

|  | Campeón, clasificó a la Copa Libertadores 2025. |

|  |

### Evolución de las posiciones
| Equipo / Fecha          | 1    | 2    | 3    | 4    | 5    | 6    | 7    | 8    | 9    | 10   | 11   | 12   | 13   | 14   | 15   | 16   | 17   | 18   | 19   | 20   | 21   | 22   | 23   | 24   | 25   | 26   | 27   |
| ----------------------- | ---- | ---- | ---- | ---- | ---- | ---- | ---- | ---- | ---- | ---- | ---- | ---- | ---- | ---- | ---- | ---- | ---- | ---- | ---- | ---- | ---- | ---- | ---- | ---- | ---- | ---- | ---- |
| Argentinos Juniors      | 7.º  | 16.º | 10.º | 12.º | 8.º  | 13.º | 18.º | 14.º | 16.º | 17.º | 20.º | 20.º | 22.º | 20.º | 18.º | 19.º | 23.º | 19.º | 21.º | 21.º | 23.º | 20.º | 23.º | 24.º | 24.º | 24.º | 23.º |
| Atlético Tucumán        | 9.º  | 14.º | 16.º | 16.º | 16.º | 19.º | 13.º | 10.º | 6.º  | 3.º  | 3.º  | 3.°  | 2.º  | 2.º  | 5.º  | 5.º  | 6.º  | 11.º | 6.º  | 7.º  | 7.º  | 7.º  | 7.º  | 7.º  | 7.º  | 6.º  | 8.º  |
| Banfield                | 18.º | 19.º | 26.º | 20.º | 22.º | 22.º | 26.º | 25.º | 23.º | 23.º | 23.º | 24.º | 25.º | 23.º | 22.º | 24.º | 26.º | 26.º | 23.º | 24.º | 24.º | 25.º | 25.º | 27.º | 27.º | 27.º | 27.º |
| Barracas Central        | 9.º  | 9.º  | 16.º | 21.º | 23.º | 25.º | 27.º | 27.º | 26.º | 26.º | 25.º | 27.º | 27.º | 28.º | 28.º | 28.º | 28.º | 28.º | 28.º | 28.º | 28.º | 28.º | 28.º | 28.º | 28.º | 28.º | 28.º |
| Belgrano                | 14.º | 27.º | 18.º | 10.º | 10.º | 6.º  | 9.º  | 8.º  | 10.º | 8.º  | 11.º | 16.º | 15.º | 15.º | 12.º | 9.º  | 9.º  | 13.º | 14.º | 15.º | 15.º | 11.º | 13.º | 15.º | 13.º | 14.º | 16.º |
| Boca Juniors            | 18.º | 11.º | 12.º | 18.º | 11.º | 14.º | 19.º | 11.º | 13.º | 15.º | 8.º  | 8.º  | 8.º  | 10.º | 11.º | 13.º | 10.º | 16.º | 16.º | 17.º | 13.º | 8.º  | 8.º  | 8.º  | 6.º  | 6.º  | 6.º  |
| Central Córdoba (SdE)   | 28.º | 28.º | 28.º | 28.º | 28.º | 28.º | 28.º | 28.º | 28.º | 28.º | 28.º | 28.º | 28.º | 27.º | 26.º | 26.º | 22.º | 20.º | 19.º | 22.º | 22.º | 22.º | 19.º | 22.º | 23.º | 20.º | 22.º |
| Defensa y Justicia      | 23.º | 23.º | 25.º | 25.º | 25.º | 24.º | 25.º | 26.º | 27.º | 27.º | 26.º | 26.º | 26.º | 26.º | 27.º | 27.º | 27.º | 27.º | 27.º | 27.º | 25.º | 23.º | 24.º | 23.º | 19.º | 21.º | 21.º |
| Deportivo Riestra       | 9.º  | 14.º | 19.º | 23.º | 18.º | 21.º | 17.º | 20.º | 15.º | 13.º | 16.º | 10.º | 10.º | 8.º  | 9.º  | 10.º | 11.º | 7.º  | 8.º  | 9.º  | 9.º  | 9.º  | 12.º | 12.º | 15.º | 16.º | 17.º |
| Estudiantes (LP)        | 9.º  | 3.º  | 8.º  | 7.º  | 14.º | 16.º | 16.º | 12.º | 7.º  | 10.º | 12.º | 14.º | 16.º | 17.º | 20.º | 14.º | 12.º | 10.º | 11.º | 11.º | 11.º | 12.º | 14.º | 14.º | 12.º | 13.º | 12.º |
| Gimnasia y Esgrima (LP) | 2.º  | 5.º  | 2.º  | 6.º  | 5.º  | 8.º  | 11.º | 17.º | 20.º | 16.º | 17.º | 12.º | 9.º  | 11.º | 10.º | 11.º | 14.º | 15.º | 18.º | 16.º | 17.º | 15.º | 15.º | 13.º | 16.º | 18.º | 19.º |
| Godoy Cruz              | 18.º | 22.º | 23.º | 24.º | 24.º | 26.º | 22.º | 24.º | 21.º | 19.º | 14.º | 15.º | 14.º | 14.º | 16.º | 17.º | 12.º | 9.º  | 10.º | 10.º | 14.º | 16.º | 17.º | 19.º | 21.º | 17.º | 15.º |
| Huracán                 | 2.º  | 5.º  | 4.º  | 3.º  | 2.º  | 1.º  | 1.º  | 1.º  | 1.º  | 1.º  | 1.º  | 2.º  | 4.º  | 5.º  | 2.º  | 3.º  | 2.º  | 2.º  | 2.º  | 2.º  | 2.º  | 2.º  | 2.º  | 3.º  | 4.º  | 3.º  | 4.º  |
| Independiente           | 23.º | 24.º | 20.º | 22.º | 16.º | 20.º | 21.º | 22.º | 24.º | 20.º | 18.º | 18.º | 18.º | 19.º | 17.º | 18.º | 16.º | 12.º | 13.º | 13.º | 8.º  | 10.º | 9.º  | 9.º  | 8.º  | 7.º  | 7.º  |
| Independiente Rivadavia | 5.º  | 7.º  | 6.º  | 8.º  | 13.º | 9.º  | 8.º  | 7.º  | 12.º | 12.º | 15.º | 18.º | 20.º | 16.º | 19.º | 20.º | 20.º | 23.º | 20.º | 20.º | 21.º | 24.º | 21.º | 16.º | 14.º | 10.º | 11.º |
| Instituto               | 8.º  | 8.º  | 13.º | 9.º  | 6.º  | 4.º  | 5.º  | 6.º  | 8.º  | 5.º  | 7.º  | 6.º  | 3.º  | 4.º  | 7.º  | 6.º  | 4.º  | 4.º  | 5.º  | 8.º  | 10.º | 14.º | 11.º | 10.º | 9.º  | 11.º | 13.º |
| Lanús                   | 26.º | 24.º | 14.º | 14.º | 9.º  | 11.º | 6.º  | 13.º | 9.º  | 14.º | 10.º | 13.º | 13.º | 13.º | 15.º | 16.º | 19.º | 22.º | 26.º | 23.º | 18.º | 18.º | 20.º | 20.º | 17.º | 15.º | 14.º |
| Newell's Old Boys       | 5.º  | 12.º | 9.º  | 11.º | 18.º | 12.º | 14.º | 16.º | 19.º | 22.º | 22.º | 23.º | 24.º | 25.º | 23.º | 25.º | 21.º | 24.º | 24.º | 25.º | 26.º | 27.º | 27.º | 26.º | 25.º | 26.º | 25.º |
| Platense                | 26.º | 26.º | 21.º | 17.º | 21.º | 16.º | 20.º | 15.º | 17.º | 21.º | 21.º | 17.º | 19.º | 21.º | 14.º | 15.º | 18.º | 17.º | 12.º | 12.º | 12.º | 13.º | 10.º | 11.º | 10.º | 12.º | 10.º |
| Racing Club             | 14.º | 4.º  | 1.º  | 1.º  | 4.º  | 3.º  | 4.º  | 3.º  | 3.º  | 6.º  | 5.º  | 5.º  | 7.º  | 3.º  | 7.º  | 6.º  | 8.º  | 5.º  | 7.º  | 5.º  | 3.º  | 3.º  | 4.º  | 2.º  | 3.º  | 5.º  | 3.º  |
| River Plate             | 1.º  | 1.º  | 7.º  | 5.º  | 7.º  | 7.º  | 10.º | 9.º  | 11.º | 9.º  | 9.º  | 11.º | 11.º | 9.º  | 6.º  | 8.º  | 7.º  | 8.º  | 9.º  | 6.º  | 4.º  | 4.º  | 5.º  | 5.º  | 5.º  | 4.º  | 5.º  |
| Rosario Central         | 16.º | 17.º | 11.º | 13.º | 15.º | 10.º | 15.º | 19.º | 14.º | 11.º | 12.º | 9.º  | 12.º | 12.º | 13.º | 12.º | 15.º | 18.º | 17.º | 18.º | 19.º | 21.º | 22.º | 18.º | 20.º | 22.º | 20.º |
| San Lorenzo             | 18.º | 19.º | 22.º | 26.º | 27.º | 27.º | 24.º | 23.º | 25.º | 25.º | 27.º | 25.º | 23.º | 24.º | 25.º | 23.º | 24.º | 21.º | 22.º | 19.º | 20.º | 17.º | 18.º | 21.º | 22.º | 23.º | 24.º |
| Sarmiento (J)           | 17.º | 18.º | 24.º | 19.º | 11.º | 18.º | 12.º | 18.º | 17.º | 18.º | 19.º | 21.º | 21.º | 22.º | 24.º | 22.º | 25.º | 25.º | 25.º | 26.º | 26.º | 26.º | 26.º | 25.º | 26.º | 25.º | 26.º |
| Talleres (C)            | 2.º  | 2.º  | 3.º  | 2.º  | 1.º  | 5.º  | 3.º  | 4.º  | 5.º  | 7.º  | 6.º  | 7.°  | 5.º  | 6.º  | 3.º  | 2.º  | 3.º  | 3.º  | 3.º  | 4.º  | 5.º  | 5.º  | 3.º  | 4.º  | 2.º  | 2.º  | 2.º  |
| Tigre                   | 18.º | 19.º | 27.º | 27.º | 26.º | 23.º | 23.º | 21.º | 22.º | 24.º | 24.º | 22.º | 17.º | 18.º | 21.º | 21.º | 17.º | 14.º | 15.º | 14.º | 16.º | 19.º | 16.º | 17.º | 18.º | 19.º | 18.º |
| Unión                   | 9.º  | 9.º  | 5.º  | 4.º  | 3.º  | 2.º  | 2.º  | 2.º  | 2.º  | 2.º  | 2.º  | 4.°  | 6.º  | 7.º  | 4.º  | 4.º  | 5.º  | 6.º  | 4.º  | 3.°  | 6.º  | 6.º  | 6.º  | 6.º  | 11.º | 8.º  | 9.º  |
| Vélez Sarsfield         | 23.º | 13.º | 14.º | 14.º | 20.º | 14.º | 7.º  | 5.º  | 4.º  | 4.º  | 4.º  | 1.º  | 1.º  | 1.º  | 1.º  | 1.º  | 1.º  | 1.º  | 1.º  | 1.º  | 1.º  | 1.º  | 1.º  | 1.º  | 1.º  | 1.º  | 1.º  |

| 1. 2. 3. |

## Resultados
| Fecha 1                 | Fecha 1   | Fecha 1                 | Fecha 1                 | Fecha 1    | Fecha 1 |
| Local                   | Resultado | Visitante               | Estadio                 | Fecha      | Hora    |
| ----------------------- | --------- | ----------------------- | ----------------------- | ---------- | ------- |
| Sarmiento (J)           | 1 - 2     | Instituto               | Eva Perón               | 10 de mayo | 19:00   |
| Argentinos Juniors      | 3 - 2     | Rosario Central         | Diego Armando Maradona  | 10 de mayo | 21:15   |
| Newell's Old Boys       | 2 - 0     | Platense                | Marcelo Bielsa          | 10 de mayo | 21:15   |
| Huracán                 | 3 - 1     | Defensa y Justicia      | Tomás Adolfo Ducó       | 11 de mayo | 14:30   |
| Godoy Cruz              | 0 - 1     | Barracas Central        | Malvinas Argentinas     | 11 de mayo | 15:30   |
| Independiente           | 1 - 3     | Talleres (C)            | Libertadores de América | 11 de mayo | 17:30   |
| River Plate             | 3 - 0     | Central Córdoba (SdE)   | Monumental              | 11 de mayo | 19:45   |
| Deportivo Riestra       | 1 - 0     | San Lorenzo             | Guillermo Laza          | 12 de mayo | 15:30   |
| Tigre                   | 0 - 1     | Estudiantes (LP)        | Monumental de Victoria  | 12 de mayo | 15:30   |
| Belgrano                | 4 - 4     | Racing Club             | Gigante de Alberdi      | 12 de mayo | 17:45   |
| Lanús                   | 0 - 2     | Independiente Rivadavia | Ciudad de Lanús         | 12 de mayo | 17:45   |
| Atlético Tucumán        | 1 - 0     | Boca Juniors            | Monumental José Fierro  | 12 de mayo | 20:15   |
| Gimnasia y Esgrima (LP) | 3 - 1     | Vélez Sarsfield         | Del Bosque              | 13 de mayo | 19:00   |
| Unión                   | 1 - 0     | Banfield                | 15 de Abril             | 13 de mayo | 21:00   |

| Fecha 2                 | Fecha 2   | Fecha 2                 | Fecha 2                 | Fecha 2    | Fecha 2 |
| Local                   | Resultado | Visitante               | Estadio                 | Fecha      | Hora    |
| ----------------------- | --------- | ----------------------- | ----------------------- | ---------- | ------- |
| Barracas Central        | 1 - 1     | Sarmiento (J)           | Tomás Adolfo Ducó       | 17 de mayo | 20:00   |
| Independiente Rivadavia | 0 - 0     | Godoy Cruz              | Bautista Gargantini     | 18 de mayo | 15:30   |
| River Plate             | 3 - 0     | Belgrano                | Monumental              | 18 de mayo | 18:00   |
| Defensa y Justicia      | 1 - 1     | Gimnasia y Esgrima (LP) | Norberto Tomaghello     | 18 de mayo | 20:00   |
| Instituto               | 1 - 1     | Unión                   | Juan Domingo Perón      | 18 de mayo | 20:30   |
| Platense                | 0 - 0     | Independiente           | Ciudad de Vicente López | 19 de mayo | 15:30   |
| Banfield                | 1 - 1     | Huracán                 | Florencio Sola          | 19 de mayo | 17:45   |
| Talleres (C)            | 2 - 0     | Atlético Tucumán        | Mario Alberto Kempes    | 19 de mayo | 17:45   |
| Central Córdoba (SdE)   | 2 - 4     | Boca Juniors            | Único Madre de Ciudades | 19 de mayo | 20:00   |
| San Lorenzo             | 1 - 1     | Lanús                   | Nuevo Gasómetro         | 20 de mayo | 19:00   |
| Estudiantes (LP)        | 2 - 0     | Deportivo Riestra       | Jorge Luis Hirschi      | 20 de mayo | 19:00   |
| Racing Club             | 3 - 0     | Argentinos Juniors      | El Cilindro             | 20 de mayo | 21:15   |
| Rosario Central         | 1 - 1     | Tigre                   | Gigante de Arroyito     | 20 de mayo | 21:15   |
| Vélez Sarsfield         | 1 - 0     | Newell's Old Boys       | José Amalfitani         | 21 de mayo | 20:00   |

| Fecha 3                 | Fecha 3   | Fecha 3                 | Fecha 3                 | Fecha 3    | Fecha 3 |
| Local                   | Resultado | Visitante               | Estadio                 | Fecha      | Hora    |
| ----------------------- | --------- | ----------------------- | ----------------------- | ---------- | ------- |
| Deportivo Riestra       | 0 - 2     | Rosario Central         | Guillermo Laza          | 24 de mayo | 15:30   |
| Tigre                   | 0 - 4     | Racing Club             | Monumental de Victoria  | 24 de mayo | 19:00   |
| Belgrano                | 2 - 1     | Central Córdoba (SdE)   | Mario Alberto Kempes    | 24 de mayo | 21:15   |
| Lanús                   | 2 - 1     | Estudiantes (LP)        | Ciudad de Lanús         | 24 de mayo | 21:15   |
| Argentinos Juniors      | 1 - 0     | River Plate             | Diego Armando Maradona  | 25 de mayo | 15:00   |
| Godoy Cruz              | 1 - 1     | San Lorenzo             | Malvinas Argentinas     | 25 de mayo | 17:30   |
| Newell's Old Boys       | 1 - 0     | Defensa y Justicia      | Marcelo Bielsa          | 25 de mayo | 17:30   |
| Boca Juniors            | 0 - 0     | Talleres (C)            | La Bombonera            | 25 de mayo | 20:00   |
| Huracán                 | 1 - 0     | Instituto               | Tomás Adolfo Ducó       | 26 de mayo | 15:30   |
| Sarmiento (J)           | 0 - 1     | Independiente Rivadavia | Eva Perón               | 26 de mayo | 17:30   |
| Gimnasia y Esgrima (LP) | 3 - 0     | Banfield                | Del Bosque              | 26 de mayo | 17:45   |
| Independiente           | 1 - 1     | Vélez Sarsfield         | Libertadores de América | 26 de mayo | 20:00   |
| Unión                   | 2 - 0     | Barracas Central        | 15 de Abril             | 27 de mayo | 19:00   |
| Atlético Tucumán        | 1 - 1     | Platense                | Monumental José Fierro  | 27 de mayo | 21:00   |

| Fecha 4                 | Fecha 4   | Fecha 4                 | Fecha 4                 | Fecha 4    | Fecha 4 |
| Local                   | Resultado | Visitante               | Estadio                 | Fecha      | Hora    |
| ----------------------- | --------- | ----------------------- | ----------------------- | ---------- | ------- |
| Racing Club             | 1 - 0     | Deportivo Riestra       | El Cilindro             | 1 de junio | 18:00   |
| Belgrano                | 1 - 0     | Argentinos Juniors      | Gigante de Alberdi      | 1 de junio | 20:15   |
| Vélez Sarsfield         | 1 - 1     | Atlético Tucumán        | José Amalfitani         | 1 de junio | 20:15   |
| Platense                | 1 - 0     | Boca Juniors            | Ciudad de Vicente López | 2 de junio | 14:30   |
| Central Córdoba (SdE)   | 2 - 4     | Talleres (C)            | Único Madre de Ciudades | 2 de junio | 18:00   |
| Rosario Central         | 1 - 1     | Lanús                   | Gigante de Arroyito     | 2 de junio | 18:00   |
| Instituto               | 2 - 1     | Gimnasia y Esgrima (LP) | Juan Domingo Perón      | 2 de junio | 20:15   |
| River Plate             | 3 - 1     | Tigre                   | Monumental              | 2 de junio | 20:15   |
| San Lorenzo             | 0 - 1     | Sarmiento (J)           | Nuevo Gasómetro         | 3 de junio | 19:00   |
| Defensa y Justicia      | 0 - 0     | Independiente           | Norberto Tomaghello     | 3 de junio | 21:15   |
| Estudiantes (LP)        | 1 - 1     | Godoy Cruz              | Jorge Luis Hirschi      | 3 de junio | 21:15   |
| Barracas Central        | 0 - 2     | Huracán                 | Guillermo Laza          | 4 de junio | 15:00   |
| Banfield                | 2 - 0     | Newell's Old Boys       | Florencio Sola          | 4 de junio | 20:00   |
| Independiente Rivadavia | 0 - 1     | Unión                   | Bautista Gargantini     | 4 de junio | 20:00   |

| Fecha 5                 | Fecha 5   | Fecha 5                 | Fecha 5                 | Fecha 5     | Fecha 5 |
| Local                   | Resultado | Visitante               | Estadio                 | Fecha       | Hora    |
| ----------------------- | --------- | ----------------------- | ----------------------- | ----------- | ------- |
| Godoy Cruz              | 1 - 1     | Rosario Central         | Malvinas Argentinas     | 12 de junio | 17:00   |
| Argentinos Juniors      | 2 - 1     | Central Córdoba (SdE)   | Diego Armando Maradona  | 12 de junio | 19:00   |
| Independiente           | 2 - 1     | Banfield                | Libertadores de América | 12 de junio | 21:15   |
| Gimnasia y Esgrima (LP) | 2 - 1     | Barracas Central        | Del Bosque              | 12 de junio | 21:15   |
| Deportivo Riestra       | 2 - 0     | River Plate             | Guillermo Laza          | 13 de junio | 15:00   |
| Tigre                   | 1 - 1     | Belgrano                | Monumental de Victoria  | 13 de junio | 19:00   |
| Sarmiento (J)           | 2 - 0     | Estudiantes (LP)        | Eva Perón               | 13 de junio | 19:00   |
| Lanús                   | 2 - 0     | Racing Club             | Ciudad de Lanús         | 13 de junio | 21:15   |
| Newell's Old Boys       | 0 - 2     | Instituto               | Marcelo Bielsa          | 13 de junio | 21:15   |
| Boca Juniors            | 1 - 0     | Vélez Sarsfield         | La Bombonera            | 14 de junio | 19:00   |
| Talleres (C)            | 2 - 1     | Platense                | Mario Alberto Kempes    | 14 de junio | 19:00   |
| Unión                   | 2 - 1     | San Lorenzo             | 15 de Abril             | 15 de junio | 16:00   |
| Huracán                 | 1 - 0     | Independiente Rivadavia | Tomás Adolfo Ducó       | 15 de junio | 18:00   |
| Atlético Tucumán        | 1 - 1     | Defensa y Justicia      | Monumental José Fierro  | 15 de junio | 20:30   |

| Fecha 6                 | Fecha 6   | Fecha 6                 | Fecha 6                 | Fecha 6     | Fecha 6 |
| Local                   | Resultado | Visitante               | Estadio                 | Fecha       | Hora    |
| ----------------------- | --------- | ----------------------- | ----------------------- | ----------- | ------- |
| Argentinos Juniors      | 0 - 2     | Tigre                   | Diego Armando Maradona  | 18 de julio | 18:45   |
| Independiente Rivadavia | 1 - 0     | Gimnasia y Esgrima (LP) | Bautista Gargantini     | 18 de julio | 19:00   |
| Instituto               | 3 - 1     | Independiente           | Juan Domingo Perón      | 18 de julio | 21:00   |
| Barracas Central        | 0 - 1     | Newell's Old Boys       | Tomás Adolfo Ducó       | 19 de julio | 15:00   |
| Belgrano                | 2 - 1     | Deportivo Riestra       | Gigante de Alberdi      | 19 de julio | 19:00   |
| Rosario Central         | 4 - 2     | Sarmiento (J)           | Gigante de Arroyito     | 19 de julio | 21:00   |
| San Lorenzo             | 1 - 1     | Huracán                 | Nuevo Gasómetro         | 20 de julio | 15:00   |
| Racing Club             | 3 - 0     | Godoy Cruz              | El Cilindro             | 20 de julio | 17:00   |
| Banfield                | 1 - 1     | Atlético Tucumán        | Florencio Sola          | 20 de julio | 19:30   |
| River Plate             | 2 - 2     | Lanús                   | Monumental              | 21 de julio | 15:00   |
| Central Córdoba (SdE)   | 0 - 2     | Platense                | Único Madre de Ciudades | 21 de julio | 17:15   |
| Estudiantes (LP)        | 0 - 0     | Unión                   | Jorge Luis Hirschi      | 21 de julio | 17:15   |
| Defensa y Justicia      | 2 - 2     | Boca Juniors            | Norberto Tomaghello     | 21 de julio | 20:00   |
| Vélez Sarsfield         | 3 - 0     | Talleres (C)            | José Amalfitani         | 21 de julio | 20:00   |

| Fecha 7                 | Fecha 7   | Fecha 7                 | Fecha 7                 | Fecha 7     | Fecha 7 |
| Local                   | Resultado | Visitante               | Estadio                 | Fecha       | Hora    |
| ----------------------- | --------- | ----------------------- | ----------------------- | ----------- | ------- |
| Deportivo Riestra       | 2 - 0     | Argentinos Juniors      | Guillermo Laza          | 23 de julio | 15:00   |
| Gimnasia y Esgrima (LP) | 0 - 1     | San Lorenzo             | Del Bosque              | 23 de julio | 18:45   |
| Newell's Old Boys       | 0 - 0     | Independiente Rivadavia | Marcelo Bielsa          | 23 de julio | 18:45   |
| Independiente           | 0 - 0     | Barracas Central        | Libertadores de América | 23 de julio | 21:00   |
| Talleres (C)            | 1 - 1     | Defensa y Justicia      | Mario Alberto Kempes    | 24 de julio | 17:00   |
| Sarmiento (J)           | 1 - 0     | Racing Club             | Eva Perón               | 24 de julio | 17:15   |
| Godoy Cruz              | 2 - 1     | River Plate             | Malvinas Argentinas     | 24 de julio | 19:30   |
| Huracán                 | 0 - 0     | Estudiantes (LP)        | Tomás Adolfo Ducó       | 24 de julio | 19:30   |
| Lanús                   | 3 - 2     | Belgrano                | Ciudad de Lanús         | 25 de julio | 18:45   |
| Platense                | 0 - 2     | Vélez Sarsfield         | Ciudad de Vicente López | 25 de julio | 18:45   |
| Atlético Tucumán        | 1 - 0     | Instituto               | Monumental José Fierro  | 25 de julio | 21:00   |
| Tigre                   | 1 - 1     | Central Córdoba (SdE)   | Monumental de Victoria  | 25 de julio | 21:00   |
| Unión                   | 1 - 0     | Rosario Central         | 15 de Abril             | 31 de julio | 18:30   |
| Boca Juniors            | 3 - 0     | Banfield                | La Bombonera            | 31 de julio | 20:30   |

| Fecha 8                 | Fecha 8   | Fecha 8                 | Fecha 8                 | Fecha 8     | Fecha 8 |
| Local                   | Resultado | Visitante               | Estadio                 | Fecha       | Hora    |
| ----------------------- | --------- | ----------------------- | ----------------------- | ----------- | ------- |
| Independiente Rivadavia | 1 - 0     | Independiente           | Bautista Gargantini     | 27 de julio | 15:00   |
| San Lorenzo             | 1 - 1     | Newell's Old Boys       | Nuevo Gasómetro         | 27 de julio | 17:00   |
| Rosario Central         | 0 - 1     | Huracán                 | Gigante de Arroyito     | 27 de julio | 19:00   |
| Estudiantes (LP)        | 4 - 1     | Gimnasia y Esgrima (LP) | Jorge Luis Hirschi      | 28 de julio | 15:00   |
| Banfield                | 1 - 1     | Talleres (C)            | Florencio Sola          | 28 de julio | 15:00   |
| Racing Club             | 2 - 1     | Unión                   | El Cilindro             | 28 de julio | 17:15   |
| River Plate             | 1 - 0     | Sarmiento (J)           | Monumental              | 28 de julio | 18:30   |
| Instituto               | 0 - 0     | Boca Juniors            | Juan Domingo Perón      | 28 de julio | 20:30   |
| Barracas Central        | 0 - 2     | Atlético Tucumán        | Tomás Adolfo Ducó       | 29 de julio | 15:00   |
| Defensa y Justicia      | 1 - 3     | Platense                | Norberto Tomaghello     | 29 de julio | 16:30   |
| Central Córdoba (SdE)   | 0 - 2     | Vélez Sarsfield         | Único Madre de Ciudades | 29 de julio | 18:45   |
| Tigre                   | 2 - 1     | Deportivo Riestra       | Monumental de Victoria  | 29 de julio | 18:45   |
| Belgrano                | 1 - 0     | Godoy Cruz              | Mario Alberto Kempes    | 29 de julio | 21:00   |
| Argentinos Juniors      | 2 - 0     | Lanús                   | Diego Armando Maradona  | 29 de julio | 21:00   |

| Fecha 9                 | Fecha 9   | Fecha 9                 | Fecha 9                 | Fecha 9     | Fecha 9 |
| Local                   | Resultado | Visitante               | Estadio                 | Fecha       | Hora    |
| ----------------------- | --------- | ----------------------- | ----------------------- | ----------- | ------- |
| Newell's Old Boys       | 1 - 4     | Estudiantes (LP)        | Marcelo Bielsa          | 2 de agosto | 20:00   |
| Godoy Cruz              | 1 - 0     | Argentinos Juniors      | Malvinas Argentinas     | 3 de agosto | 15:00   |
| Vélez Sarsfield         | 3 - 0     | Defensa y Justicia      | José Amalfitani         | 3 de agosto | 15:00   |
| Talleres (C)            | 1 - 1     | Instituto               | Mario Alberto Kempes    | 3 de agosto | 17:15   |
| Independiente           | 0 - 0     | San Lorenzo             | Libertadores de América | 3 de agosto | 19:15   |
| Huracán                 | 0 - 0     | Racing Club             | Tomás Adolfo Ducó       | 3 de agosto | 20:30   |
| Unión                   | 0 - 0     | River Plate             | 15 de Abril             | 4 de agosto | 15:00   |
| Sarmiento (J)           | 0 - 0     | Belgrano                | Eva Perón               | 4 de agosto | 15:00   |
| Boca Juniors            | 1 - 1     | Barracas Central        | La Bombonera            | 4 de agosto | 17:30   |
| Atlético Tucumán        | 2 - 1     | Independiente Rivadavia | Monumental José Fierro  | 4 de agosto | 20:00   |
| Lanús                   | 3 - 2     | Tigre                   | Ciudad de Lanús         | 4 de agosto | 20:00   |
| Deportivo Riestra       | 1 - 0     | Central Córdoba (SdE)   | Guillermo Laza          | 5 de agosto | 14:30   |
| Gimnasia y Esgrima (LP) | 0 - 1     | Rosario Central         | Del Bosque              | 5 de agosto | 17:00   |
| Platense                | 0 - 1     | Banfield                | Ciudad de Vicente López | 5 de agosto | 20:00   |

| Fecha 10                | Fecha 10  | Fecha 10                | Fecha 10                | Fecha 10     | Fecha 10 |
| Local                   | Resultado | Visitante               | Estadio                 | Fecha        | Hora     |
| ----------------------- | --------- | ----------------------- | ----------------------- | ------------ | -------- |
| Argentinos Juniors      | 0 - 0     | Sarmiento (J)           | Diego Armando Maradona  | 8 de agosto  | 15:00    |
| Deportivo Riestra       | 3 - 1     | Lanús                   | Guillermo Laza          | 9 de agosto  | 15:00    |
| Barracas Central        | 1 - 1     | Talleres (C)            | Tomás Adolfo Ducó       | 9 de agosto  | 16:30    |
| Belgrano                | 1 - 1     | Unión                   | Mario Alberto Kempes    | 9 de agosto  | 19:00    |
| Racing Club             | 0 - 1     | Gimnasia y Esgrima (LP) | El Cilindro             | 9 de agosto  | 21:00    |
| San Lorenzo             | 0 - 1     | Atlético Tucumán        | Nuevo Gasómetro         | 10 de agosto | 14:30    |
| Rosario Central         | 1 - 0     | Newell's Old Boys       | Gigante de Arroyito     | 10 de agosto | 16:30    |
| Independiente Rivadavia | 1 - 1     | Boca Juniors            | Malvinas Argentinas     | 10 de agosto | 18:45    |
| River Plate             | 1 - 1     | Huracán                 | Monumental              | 10 de agosto | 20:30    |
| Instituto               | 2 - 0     | Platense                | Juan Domingo Perón      | 11 de agosto | 15:00    |
| Central Córdoba (SdE)   | 2 - 0     | Defensa y Justicia      | Único Madre de Ciudades | 11 de agosto | 15:00    |
| Banfield                | 2 - 2     | Vélez Sarsfield         | Florencio Sola          | 11 de agosto | 17:30    |
| Estudiantes (LP)        | 0 - 2     | Independiente           | Jorge Luis Hirschi      | 11 de agosto | 20:00    |
| Tigre                   | 0 - 2     | Godoy Cruz              | Monumental de Victoria  | 12 de agosto | 19:00    |

| Fecha 11                | Fecha 11  | Fecha 11                | Fecha 11                | Fecha 11     | Fecha 11 |
| Local                   | Resultado | Visitante               | Estadio                 | Fecha        | Hora     |
| ----------------------- | --------- | ----------------------- | ----------------------- | ------------ | -------- |
| Platense                | 0 - 0     | Barracas Central        | Ciudad de Vicente López | 16 de agosto | 19:00    |
| Newell's Old Boys       | 0 - 1     | Racing Club             | Marcelo Bielsa          | 16 de agosto | 21:00    |
| Lanús                   | 1 - 1     | Central Córdoba (SdE)   | Ciudad de Lanús         | 17 de agosto | 15:00    |
| Independiente           | 1 - 0     | Rosario Central         | Libertadores de América | 17 de agosto | 15:30    |
| Gimnasia y Esgrima (LP) | 1 - 1     | River Plate             | Del Bosque              | 17 de agosto | 17:30    |
| Talleres (C)            | 2 - 1     | Independiente Rivadavia | Mario Alberto Kempes    | 17 de agosto | 20:00    |
| Vélez Sarsfield         | 1 - 0     | Instituto               | José Amalfitani         | 17 de agosto | 20:00    |
| Boca Juniors            | 3 - 2     | San Lorenzo             | La Bombonera            | 18 de agosto | 14:30    |
| Atlético Tucumán        | 2 - 0     | Estudiantes (LP)        | Monumental José Fierro  | 18 de agosto | 17:00    |
| Sarmiento (J)           | 0 - 0     | Tigre                   | Eva Perón               | 18 de agosto | 17:00    |
| Huracán                 | 1 - 0     | Belgrano                | Tomás Adolfo Ducó       | 18 de agosto | 20:30    |
| Godoy Cruz              | 4 - 1     | Deportivo Riestra       | Malvinas Argentinas     | 19 de agosto | 18:45    |
| Unión                   | 3 - 0     | Argentinos Juniors      | 15 de Abril             | 19 de agosto | 18:45    |
| Defensa y Justicia      | 1 - 0     | Banfield                | Norberto Tomaghello     | 19 de agosto | 21:00    |

| Fecha 12                | Fecha 12  | Fecha 12                | Fecha 12                | Fecha 12     | Fecha 12 |
| Local                   | Resultado | Visitante               | Estadio                 | Fecha        | Hora     |
| ----------------------- | --------- | ----------------------- | ----------------------- | ------------ | -------- |
| Independiente Rivadavia | 0 - 2     | Platense                | Bautista Gargantini     | 23 de agosto | 18:00    |
| Deportivo Riestra       | 2 - 1     | Sarmiento (J)           | Guillermo Laza          | 24 de agosto | 14:30    |
| Argentinos Juniors      | 0 - 0     | Huracán                 | Diego Armando Maradona  | 24 de agosto | 15:00    |
| Instituto               | 4 - 1     | Defensa y Justicia      | Juan Domingo Perón      | 24 de agosto | 17:00    |
| Tigre                   | 5 - 1     | Unión                   | Monumental de Victoria  | 24 de agosto | 19:30    |
| San Lorenzo             | 2 - 0     | Talleres (C)            | Nuevo Gasómetro         | 25 de agosto | 14:30    |
| Lanús                   | 1 - 1     | Godoy Cruz              | Ciudad de Lanús         | 25 de agosto | 14:30    |
| Racing Club             | 0 - 0     | Independiente           | El Cilindro             | 25 de agosto | 17:00    |
| River Plate             | 0 - 0     | Newell's Old Boys       | Monumental              | 25 de agosto | 20:30    |
| Barracas Central        | 0 - 5     | Vélez Sarsfield         | Tomás Adolfo Ducó       | 26 de agosto | 16:00    |
| Central Córdoba (SdE)   | 0 - 0     | Banfield                | Único Madre de Ciudades | 26 de agosto | 16:00    |
| Belgrano                | 0 - 1     | Gimnasia y Esgrima (LP) | Mario Alberto Kempes    | 26 de agosto | 18:30    |
| Rosario Central         | 1 - 0     | Atlético Tucumán        | Gigante de Arroyito     | 26 de agosto | 18:30    |
| Estudiantes (LP)        | 1 - 1     | Boca Juniors            | Jorge Luis Hirschi      | 26 de agosto | 21:00    |

| Fecha 13                | Fecha 13  | Fecha 13                | Fecha 13                | Fecha 13        | Fecha 13 |
| Local                   | Resultado | Visitante               | Estadio                 | Fecha           | Hora     |
| ----------------------- | --------- | ----------------------- | ----------------------- | --------------- | -------- |
| Sarmiento (J)           | 0 - 0     | Lanús                   | Eva Perón               | 30 de agosto    | 19:00    |
| Unión                   | 0 - 0     | Deportivo Riestra       | 15 de Abril             | 30 de agosto    | 21:00    |
| Defensa y Justicia      | 1 - 0     | Barracas Central        | Norberto Tomaghello     | 31 de agosto    | 15:00    |
| Newell's Old Boys       | 0 - 0     | Belgrano                | Marcelo Bielsa          | 31 de agosto    | 15:00    |
| Talleres (C)            | 1 - 0     | Estudiantes (LP)        | Mario Alberto Kempes    | 31 de agosto    | 18:00    |
| Vélez Sarsfield         | 4 - 0     | Independiente Rivadavia | José Amalfitani         | 31 de agosto    | 18:00    |
| Boca Juniors            | 2 - 1     | Rosario Central         | La Bombonera            | 31 de agosto    | 21:00    |
| Platense                | 1 - 2     | San Lorenzo             | Ciudad de Vicente López | 1 de septiembre | 14:30    |
| Huracán                 | 0 - 2     | Tigre                   | Tomás Adolfo Ducó       | 1 de septiembre | 14:30    |
| Independiente           | 0 - 0     | River Plate             | Libertadores de América | 1 de septiembre | 17:00    |
| Atlético Tucumán        | 1 - 0     | Racing Club             | Monumental José Fierro  | 1 de septiembre | 19:00    |
| Banfield                | 1 - 2     | Instituto               | Florencio Sola          | 1 de septiembre | 21:00    |
| Gimnasia y Esgrima (LP) | 1 - 0     | Argentinos Juniors      | Del Bosque              | 2 de septiembre | 17:00    |
| Godoy Cruz              | 1 - 1     | Central Córdoba (SdE)   | Malvinas Argentinas     | 2 de septiembre | 19:00    |

| Fecha 14                | Fecha 14  | Fecha 14                | Fecha 14                | Fecha 14         | Fecha 14 |
| Local                   | Resultado | Visitante               | Estadio                 | Fecha            | Hora     |
| ----------------------- | --------- | ----------------------- | ----------------------- | ---------------- | -------- |
| Deportivo Riestra       | 1 - 0     | Huracán                 | Guillermo Laza          | 13 de septiembre | 15:00    |
| Lanús                   | 1 - 1     | Unión                   | Ciudad de Lanús         | 13 de septiembre | 18:30    |
| Central Córdoba (SdE)   | 2 - 1     | Instituto               | Único Madre de Ciudades | 13 de septiembre | 18:30    |
| River Plate             | 4 - 1     | Atlético Tucumán        | Monumental              | 13 de septiembre | 21:00    |
| San Lorenzo             | 0 - 1     | Vélez Sarsfield         | Nuevo Gasómetro         | 14 de septiembre | 15:00    |
| Racing Club             | 2 - 1     | Boca Juniors            | El Cilindro             | 14 de septiembre | 17:30    |
| Belgrano                | 1 - 1     | Independiente           | Mario Alberto Kempes    | 14 de septiembre | 20:00    |
| Tigre                   | 1 - 1     | Gimnasia y Esgrima (LP) | Monumental de Victoria  | 14 de septiembre | 20:00    |
| Godoy Cruz              | 1 - 1     | Sarmiento (J)           | Malvinas Argentinas     | 15 de septiembre | 15:00    |
| Estudiantes (LP)        | 1 - 1     | Platense                | Jorge Luis Hirschi      | 15 de septiembre | 15:00    |
| Rosario Central         | 2 - 2     | Talleres (C)            | Gigante de Arroyito     | 15 de septiembre | 17:30    |
| Argentinos Juniors      | 3 - 0     | Newell's Old Boys       | Diego Armando Maradona  | 15 de septiembre | 20:00    |
| Barracas Central        | 0 - 1     | Banfield                | Guillermo Laza          | 16 de septiembre | 15:00    |
| Independiente Rivadavia | 1 - 0     | Defensa y Justicia      | Bautista Gargantini     | 16 de septiembre | 21:00    |

| Fecha 15                | Fecha 15  | Fecha 15                | Fecha 15                | Fecha 15         | Fecha 15 |
| Local                   | Resultado | Visitante               | Estadio                 | Fecha            | Hora     |
| ----------------------- | --------- | ----------------------- | ----------------------- | ---------------- | -------- |
| Gimnasia y Esgrima (LP) | 0 - 0     | Deportivo Riestra       | Del Bosque              | 20 de septiembre | 17:30    |
| Unión                   | 3 - 1     | Godoy Cruz              | 15 de Abril             | 20 de septiembre | 20:00    |
| Boca Juniors            | 0 - 1     | River Plate             | La Bombonera            | 21 de septiembre | 16:00    |
| Newell's Old Boys       | 1 - 0     | Tigre                   | Marcelo Bielsa          | 21 de septiembre | 19:00    |
| Instituto               | 0 - 1     | Barracas Central        | Juan Domingo Perón      | 21 de septiembre | 19:00    |
| Defensa y Justicia      | 0 - 0     | San Lorenzo             | Norberto Tomaghello     | 21 de septiembre | 21:15    |
| Independiente           | 0 - 0     | Argentinos Juniors      | Libertadores de América | 22 de septiembre | 14:30    |
| Huracán                 | 3 - 0     | Lanús                   | Tomás Adolfo Ducó       | 22 de septiembre | 14:30    |
| Talleres (C)            | 2 - 0     | Racing Club             | Mario Alberto Kempes    | 22 de septiembre | 17:00    |
| Atlético Tucumán        | 2 - 4     | Belgrano                | Monumental José Fierro  | 22 de septiembre | 19:30    |
| Platense                | 1 - 0     | Rosario Central         | Ciudad de Vicente López | 22 de septiembre | 19:30    |
| Sarmiento (J)           | 1 - 3     | Central Córdoba (SdE)   | Eva Perón               | 23 de septiembre | 18:45    |
| Vélez Sarsfield         | 2 - 0     | Estudiantes (LP)        | José Amalfitani         | 23 de septiembre | 21:00    |
| Banfield                | 2 - 0     | Independiente Rivadavia | Florencio Sola          | 23 de septiembre | 21:00    |

| Fecha 16                | Fecha 16  | Fecha 16                | Fecha 16                | Fecha 16         | Fecha 16 |
| Local                   | Resultado | Visitante               | Estadio                 | Fecha            | Hora     |
| ----------------------- | --------- | ----------------------- | ----------------------- | ---------------- | -------- |
| Deportivo Riestra       | 3 - 3     | Newell's Old Boys       | Guillermo Laza          | 27 de septiembre | 15:00    |
| Independiente Rivadavia | 1 - 1     | Instituto               | Bautista Gargantini     | 27 de septiembre | 21:00    |
| San Lorenzo             | 2 - 1     | Banfield                | Nuevo Gasómetro         | 28 de septiembre | 15:00    |
| Estudiantes (LP)        | 1 - 0     | Defensa y Justicia      | Jorge Luis Hirschi      | 28 de septiembre | 17:30    |
| Godoy Cruz              | 1 - 1     | Huracán                 | Malvinas Argentinas     | 28 de septiembre | 17:30    |
| Belgrano                | 2 - 0     | Boca Juniors            | Mario Alberto Kempes    | 28 de septiembre | 20:00    |
| Central Córdoba (SdE)   | 2 - 1     | Barracas Central        | Único Madre de Ciudades | 29 de septiembre | 14:30    |
| River Plate             | 0 - 1     | Talleres (C)            | Monumental              | 29 de septiembre | 18:15    |
| Sarmiento (J)           | 1 - 0     | Unión                   | Eva Perón               | 29 de septiembre | 19:30    |
| Argentinos Juniors      | 0 - 0     | Atlético Tucumán        | Diego Armando Maradona  | 30 de septiembre | 19:00    |
| Racing Club             | 1 - 1     | Platense                | El Cilindro             | 30 de septiembre | 21:00    |
| Lanús                   | 0 - 0     | Gimnasia y Esgrima (LP) | Ciudad de Lanús         | 30 de septiembre | 21:15    |
| Tigre                   | 1 - 1     | Independiente           | Monumental de Victoria  | 1 de octubre     | 18:30    |
| Rosario Central         | 3 - 0     | Vélez Sarsfield         | Gigante de Arroyito     | 1 de octubre     | 20:30    |

| Fecha 17                | Fecha 17  | Fecha 17                | Fecha 17                | Fecha 17     | Fecha 17 |
| Local                   | Resultado | Visitante               | Estadio                 | Fecha        | Hora     |
| ----------------------- | --------- | ----------------------- | ----------------------- | ------------ | -------- |
| Unión                   | 0 - 2     | Central Córdoba (SdE)   | 15 de Abril             | 4 de octubre | 19:00    |
| Huracán                 | 3 - 1     | Sarmiento (J)           | Tomás Adolfo Ducó       | 4 de octubre | 21:00    |
| Vélez Sarsfield         | 1 - 0     | Racing Club             | José Amalfitani         | 5 de octubre | 15:00    |
| Newell's Old Boys       | 2 - 1     | Lanús                   | Marcelo Bielsa          | 5 de octubre | 17:30    |
| Gimnasia y Esgrima (LP) | 0 - 1     | Godoy Cruz              | Del Bosque              | 5 de octubre | 17:30    |
| Instituto               | 2 - 0     | San Lorenzo             | Juan Domingo Perón      | 5 de octubre | 20:00    |
| Independiente           | 3 - 1     | Deportivo Riestra       | Libertadores de América | 6 de octubre | 15:00    |
| Talleres (C)            | 0 - 0     | Belgrano                | Mario Alberto Kempes    | 6 de octubre | 16:30    |
| Platense                | 0 - 0     | River Plate             | Ciudad de Vicente López | 6 de octubre | 19:00    |
| Boca Juniors            | 1 - 0     | Argentinos Juniors      | La Bombonera            | 6 de octubre | 21:00    |
| Barracas Central        | 1 - 1     | Independiente Rivadavia | Guillermo Laza          | 7 de octubre | 15:00    |
| Banfield                | 1 - 2     | Estudiantes (LP)        | Florencio Sola          | 7 de octubre | 18:00    |
| Defensa y Justicia      | 2 - 1     | Rosario Central         | Norberto Tomaghello     | 7 de octubre | 18:45    |
| Atlético Tucumán        | 1 - 2     | Tigre                   | Monumental José Fierro  | 7 de octubre | 21:00    |

| Fecha 18              | Fecha 18  | Fecha 18                | Fecha 18                | Fecha 18      | Fecha 18 |
| Local                 | Resultado | Visitante               | Estadio                 | Fecha         | Hora     |
| --------------------- | --------- | ----------------------- | ----------------------- | ------------- | -------- |
| Deportivo Riestra     | 2 - 0     | Atlético Tucumán        | Guillermo Laza          | 18 de octubre | 15:00    |
| Sarmiento (J)         | 1 - 1     | Gimnasia y Esgrima (LP) | Eva Perón               | 18 de octubre | 17:00    |
| Central Córdoba (SdE) | 2 - 0     | Independiente Rivadavia | Único Madre de Ciudades | 18 de octubre | 18:45    |
| Lanús                 | 0 - 2     | Independiente           | Ciudad de Lanús         | 18 de octubre | 19:15    |
| River Plate           | 1 - 1     | Vélez Sarsfield         | Monumental              | 18 de octubre | 21:00    |
| Racing Club           | 4 - 3     | Defensa y Justicia      | El Cilindro             | 19 de octubre | 17:00    |
| Belgrano              | 0 - 1     | Platense                | Mario Alberto Kempes    | 19 de octubre | 17:00    |
| Tigre                 | 3 - 0     | Boca Juniors            | Monumental de Victoria  | 19 de octubre | 19:15    |
| Unión                 | 0 - 1     | Huracán                 | 15 de Abril             | 19 de octubre | 21:15    |
| Argentinos Juniors    | 3 - 0     | Talleres (C)            | Diego Armando Maradona  | 20 de octubre | 15:00    |
| Rosario Central       | 1 - 1     | Banfield                | Gigante de Arroyito     | 20 de octubre | 17:15    |
| Estudiantes (LP)      | 3 - 2     | Instituto               | Jorge Luis Hirschi      | 20 de octubre | 17:15    |
| San Lorenzo           | 1 - 0     | Barracas Central        | Nuevo Gasómetro         | 20 de octubre | 19:30    |
| Godoy Cruz            | 2 - 0     | Newell's Old Boys       | Malvinas Argentinas     | 20 de octubre | 19:30    |

| Fecha 19                | Fecha 19  | Fecha 19              | Fecha 19                | Fecha 19      | Fecha 19 |
| Local                   | Resultado | Visitante             | Estadio                 | Fecha         | Hora     |
| ----------------------- | --------- | --------------------- | ----------------------- | ------------- | -------- |
| Barracas Central        | 1 - 1     | Estudiantes (LP)      | Guillermo Laza          | 25 de octubre | 15:00    |
| Defensa y Justicia      | 0 - 0     | River Plate           | Norberto Tomaghello     | 25 de octubre | 21:00    |
| Newell's Old Boys       | 1 - 1     | Sarmiento (J)         | Marcelo Bielsa          | 26 de octubre | 17:15    |
| Instituto               | 0 - 0     | Rosario Central       | Juan Domingo Perón      | 26 de octubre | 17:15    |
| Independiente           | 1 - 1     | Godoy Cruz            | Libertadores de América | 26 de octubre | 19:30    |
| Vélez Sarsfield         | 1 - 1     | Belgrano              | José Amalfitani         | 26 de octubre | 21:00    |
| Independiente Rivadavia | 1 - 0     | San Lorenzo           | Bautista Gargantini     | 26 de octubre | 21:45    |
| Platense                | 2 - 1     | Argentinos Juniors    | Ciudad de Vicente López | 27 de octubre | 15:00    |
| Banfield                | 2 - 1     | Racing Club           | Florencio Sola          | 27 de octubre | 17:15    |
| Boca Juniors            | 1 - 1     | Deportivo Riestra     | La Bombonera            | 27 de octubre | 19:00    |
| Talleres (C)            | 1 - 1     | Tigre                 | Mario Alberto Kempes    | 27 de octubre | 21:15    |
| Atlético Tucumán        | 1 - 0     | Lanús                 | Monumental José Fierro  | 27 de octubre | 21:15    |
| Gimnasia y Esgrima (LP) | 2 - 3     | Unión                 | Del Bosque              | 28 de octubre | 19:00    |
| Huracán                 | 0 - 0     | Central Córdoba (SdE) | Tomás Adolfo Ducó       | 28 de octubre | 21:00    |

| Fecha 20              | Fecha 20  | Fecha 20                | Fecha 20                | Fecha 20       | Fecha 20 |
| Local                 | Resultado | Visitante               | Estadio                 | Fecha          | Hora     |
| --------------------- | --------- | ----------------------- | ----------------------- | -------------- | -------- |
| Sarmiento (J)         | 0 - 0     | Independiente           | Eva Perón               | 31 de octubre  | 19:00    |
| Estudiantes (LP)      | 1 - 1     | Independiente Rivadavia | Jorge Luis Hirschi      | 31 de octubre  | 19:00    |
| Godoy Cruz            | 1 - 1     | Atlético Tucumán        | Malvinas Argentinas     | 31 de octubre  | 21:15    |
| Rosario Central       | 0 - 1     | Barracas Central        | Gigante de Arroyito     | 31 de octubre  | 21:15    |
| Central Córdoba (SdE) | 0 - 1     | San Lorenzo             | Único Madre de Ciudades | 1 de noviembre | 19:00    |
| Huracán               | 0 - 0     | Gimnasia y Esgrima (LP) | Tomás Adolfo Ducó       | 1 de noviembre | 19:45    |
| Unión                 | 2 - 0     | Newell's Old Boys       | 15 de Abril             | 1 de noviembre | 21:15    |
| Argentinos Juniors    | 1 - 1     | Vélez Sarsfield         | Diego Armando Maradona  | 1 de noviembre | 22:00    |
| Deportivo Riestra     | 0 - 0     | Talleres (C)            | Guillermo Laza          | 2 de noviembre | 15:00    |
| River Plate           | 3 - 1     | Banfield                | Monumental              | 2 de noviembre | 18:00    |
| Belgrano              | 1 - 2     | Defensa y Justicia      | Mario Alberto Kempes    | 2 de noviembre | 20:00    |
| Tigre                 | 0 - 0     | Platense                | Monumental de Victoria  | 3 de noviembre | 17:00    |
| Racing Club           | 2 - 0     | Instituto               | El Cilindro             | 3 de noviembre | 17:30    |
| Lanús                 | 1 - 0     | Boca Juniors            | Ciudad de Lanús         | 3 de noviembre | 19:30    |

| Fecha 21                | Fecha 21  | Fecha 21              | Fecha 21                | Fecha 21       | Fecha 21 |
| Local                   | Resultado | Visitante             | Estadio                 | Fecha          | Hora     |
| ----------------------- | --------- | --------------------- | ----------------------- | -------------- | -------- |
| Atlético Tucumán        | 1 - 0     | Sarmiento (J)         | Monumental José Fierro  | 4 de noviembre | 19:00    |
| Independiente Rivadavia | 1 - 1     | Rosario Central       | Bautista Gargantini     | 4 de noviembre | 21:00    |
| San Lorenzo             | 1 - 1     | Estudiantes (LP)      | Nuevo Gasómetro         | 5 de noviembre | 18:45    |
| Gimnasia y Esgrima (LP) | 0 - 0     | Central Córdoba (SdE) | Del Bosque              | 5 de noviembre | 18:45    |
| Independiente           | 3 - 0     | Unión                 | Libertadores de América | 5 de noviembre | 21:00    |
| Newell's Old Boys       | 2 - 4     | Huracán               | Marcelo Bielsa          | 5 de noviembre | 21:00    |
| Barracas Central        | 0 - 2     | Racing Club           | Guillermo Laza          | 6 de noviembre | 16:00    |
| Banfield                | 1 - 1     | Belgrano              | Florencio Sola          | 6 de noviembre | 17:00    |
| Boca Juniors            | 4 - 1     | Godoy Cruz            | La Bombonera            | 6 de noviembre | 19:30    |
| Instituto               | 2 - 3     | River Plate           | Juan Domingo Perón      | 6 de noviembre | 21:30    |
| Talleres (C)            | 1 - 2     | Lanús                 | Mario Alberto Kempes    | 7 de noviembre | 18:45    |
| Defensa y Justicia      | 2 - 1     | Argentinos Juniors    | Norberto Tomaghello     | 7 de noviembre | 19:00    |
| Platense                | 0 - 0     | Deportivo Riestra     | Ciudad de Vicente López | 7 de noviembre | 21:00    |
| Vélez Sarsfield         | 1 - 0     | Tigre                 | José Amalfitani         | 7 de noviembre | 21:15    |

| Fecha 22                | Fecha 22  | Fecha 22                | Fecha 22                | Fecha 22        | Fecha 22 |
| Local                   | Resultado | Visitante               | Estadio                 | Fecha           | Hora     |
| ----------------------- | --------- | ----------------------- | ----------------------- | --------------- | -------- |
| Unión                   | 1 - 0     | Atlético Tucumán        | 15 de Abril             | 9 de noviembre  | 16:45    |
| Gimnasia y Esgrima (LP) | 1 - 0     | Newell's Old Boys       | Del Bosque              | 9 de noviembre  | 17:00    |
| Rosario Central         | 0 - 1     | San Lorenzo             | Gigante de Arroyito     | 9 de noviembre  | 19:00    |
| Huracán                 | 1 - 0     | Independiente           | Tomás Adolfo Ducó       | 9 de noviembre  | 21:00    |
| Central Córdoba (SdE)   | 1 - 1     | Estudiantes (LP)        | Único Madre de Ciudades | 10 de noviembre | 16:00    |
| River Plate             | 3 - 0     | Barracas Central        | Monumental              | 10 de noviembre | 17:15    |
| Godoy Cruz              | 0 - 1     | Talleres (C)            | Malvinas Argentinas     | 10 de noviembre | 19:15    |
| Racing Club             | 2 - 1     | Independiente Rivadavia | El Cilindro             | 10 de noviembre | 19:30    |
| Sarmiento (J)           | 0 - 2     | Boca Juniors            | Eva Perón               | 10 de noviembre | 21:30    |
| Deportivo Riestra       | 1 - 1     | Vélez Sarsfield         | Guillermo Laza          | 11 de noviembre | 16:00    |
| Lanús                   | 0 - 0     | Platense                | Ciudad de Lanús         | 11 de noviembre | 18:45    |
| Tigre                   | 0 - 4     | Defensa y Justicia      | Monumental de Victoria  | 11 de noviembre | 18:45    |
| Belgrano                | 3 - 1     | Instituto               | Gigante de Alberdi      | 11 de noviembre | 21:00    |
| Argentinos Juniors      | 1 - 0     | Banfield                | Diego Armando Maradona  | 11 de noviembre | 21:00    |

| Fecha 23                | Fecha 23  | Fecha 23                | Fecha 23                | Fecha 23        | Fecha 23 |
| Local                   | Resultado | Visitante               | Estadio                 | Fecha           | Hora     |
| ----------------------- | --------- | ----------------------- | ----------------------- | --------------- | -------- |
| San Lorenzo             | 1 - 2     | Racing Club             | Nuevo Gasómetro         | 17 de noviembre | 17:30    |
| Banfield                | 0 - 1     | Tigre                   | Florencio Sola          | 18 de noviembre | 17:00    |
| Platense                | 1 - 0     | Godoy Cruz              | Ciudad de Vicente López | 18 de noviembre | 19:15    |
| Defensa y Justicia      | 1 - 1     | Deportivo Riestra       | Norberto Tomaghello     | 18 de noviembre | 19:15    |
| Instituto               | 1 - 0     | Argentinos Juniors      | Juan Domingo Perón      | 18 de noviembre | 21:30    |
| Atlético Tucumán        | 4 - 2     | Huracán                 | Monumental José Fierro  | 18 de noviembre | 21:30    |
| Newell's Old Boys       | 2 - 3     | Central Córdoba (SdE)   | Marcelo Bielsa          | 20 de noviembre | 17:00    |
| Vélez Sarsfield         | 0 - 0     | Lanús                   | José Amalfitani         | 20 de noviembre | 19:15    |
| Estudiantes (LP)        | 1 - 1     | Rosario Central         | Jorge Luis Hirschi      | 20 de noviembre | 19:15    |
| Boca Juniors            | 1 - 0     | Unión                   | La Bombonera            | 20 de noviembre | 21:30    |
| Barracas Central        | 1 - 1     | Belgrano                | Ciudad de Lanús         | 21 de noviembre | 17:00    |
| Independiente           | 1 - 0     | Gimnasia y Esgrima (LP) | Libertadores de América | 21 de noviembre | 19:15    |
| Talleres (C)            | 2 - 0     | Sarmiento (J)           | Mario Alberto Kempes    | 21 de noviembre | 19:15    |
| Independiente Rivadavia | 2 - 1     | River Plate             | Bautista Gargantini     | 21 de noviembre | 21:30    |

| Fecha 24                | Fecha 24  | Fecha 24                | Fecha 24                | Fecha 24        | Fecha 24 |
| Local                   | Resultado | Visitante               | Estadio                 | Fecha           | Hora     |
| ----------------------- | --------- | ----------------------- | ----------------------- | --------------- | -------- |
| Tigre                   | 0 - 0     | Instituto               | Monumental de Victoria  | 23 de noviembre | 19:30    |
| Huracán                 | 0 - 0     | Boca Juniors            | Tomás Adolfo Ducó       | 23 de noviembre | 21:45    |
| Deportivo Riestra       | 1 - 1     | Banfield                | Guillermo Laza          | 24 de noviembre | 17:00    |
| Gimnasia y Esgrima (LP) | 1 - 0     | Atlético Tucumán        | Del Bosque              | 24 de noviembre | 17:00    |
| Godoy Cruz              | 0 - 0     | Vélez Sarsfield         | Malvinas Argentinas     | 24 de noviembre | 19:15    |
| Lanús                   | 0 - 0     | Defensa y Justicia      | Ciudad de Lanús         | 24 de noviembre | 21:30    |
| Central Córdoba (SdE)   | 0 - 1     | Rosario Central         | Único Madre de Ciudades | 25 de noviembre | 19:00    |
| Argentinos Juniors      | 0 - 1     | Barracas Central        | Diego Armando Maradona  | 25 de noviembre | 21:15    |
| Belgrano                | 0 - 2     | Independiente Rivadavia | Gigante de Alberdi      | 25 de noviembre | 21:15    |
| Newell's Old Boys       | 2 - 1     | Independiente           | Marcelo Bielsa          | 26 de noviembre | 19:00    |
| Sarmiento (J)           | 1 - 0     | Platense                | Eva Perón               | 26 de noviembre | 21:15    |
| Unión                   | 2 - 3     | Talleres (C)            | 15 de Abril             | 26 de noviembre | 21:15    |
| Racing Club             | 4 - 5     | Estudiantes (LP)        | El Cilindro             | 4 de diciembre  | 19:00    |
| River Plate             | 1 - 1     | San Lorenzo             | Monumental              | 4 de diciembre  | 21:00    |

| Fecha 25                | Fecha 25  | Fecha 25                | Fecha 25                | Fecha 25        | Fecha 25 |
| Local                   | Resultado | Visitante               | Estadio                 | Fecha           | Hora     |
| ----------------------- | --------- | ----------------------- | ----------------------- | --------------- | -------- |
| San Lorenzo             | 0 - 2     | Belgrano                | Nuevo Gasómetro         | 29 de noviembre | 19:00    |
| Estudiantes (LP)        | 1 - 2     | River Plate             | Jorge Luis Hirschi      | 29 de noviembre | 21:00    |
| Banfield                | 0 - 1     | Lanús                   | Florencio Sola          | 30 de noviembre | 19:30    |
| Rosario Central         | 0 - 2     | Racing Club             | Gigante de Arroyito     | 30 de noviembre | 19:30    |
| Defensa y Justicia      | 2 - 1     | Godoy Cruz              | Norberto Tomaghello     | 30 de noviembre | 21:45    |
| Instituto               | 2 - 1     | Deportivo Riestra       | Juan Domingo Perón      | 30 de noviembre | 21:45    |
| Independiente           | 2 - 0     | Central Córdoba (SdE)   | Libertadores de América | 1 de diciembre  | 17:00    |
| Vélez Sarsfield         | 1 - 0     | Sarmiento (J)           | José Amalfitani         | 1 de diciembre  | 19:15    |
| Boca Juniors            | 1 - 0     | Gimnasia y Esgrima (LP) | La Bombonera            | 1 de diciembre  | 21:45    |
| Barracas Central        | 0 - 0     | Tigre                   | Ciudad de Lanús         | 2 de diciembre  | 17:00    |
| Platense                | 1 - 0     | Unión                   | Ciudad de Vicente López | 2 de diciembre  | 19:15    |
| Talleres (C)            | 1 - 0     | Huracán                 | Mario Alberto Kempes    | 2 de diciembre  | 19:45    |
| Independiente Rivadavia | 2 - 1     | Argentinos Juniors      | Bautista Gargantini     | 2 de diciembre  | 21:00    |
| Atlético Tucumán        | 0 - 0     | Newell's Old Boys       | Monumental José Fierro  | 2 de diciembre  | 22:00    |

| Fecha 26                | Fecha 26  | Fecha 26                | Fecha 26                | Fecha 26       | Fecha 26 |
| Local                   | Resultado | Visitante               | Estadio                 | Fecha          | Hora     |
| ----------------------- | --------- | ----------------------- | ----------------------- | -------------- | -------- |
| Deportivo Riestra       | 0 - 0     | Barracas Central        | Guillermo Laza          | 6 de diciembre | 17:00    |
| Sarmiento (J)           | 1 - 1     | Defensa y Justicia      | Eva Perón               | 6 de diciembre | 20:00    |
| Lanús                   | 2 - 0     | Instituto               | Ciudad de Lanús         | 7 de diciembre | 17:00    |
| Unión                   | 1 - 0     | Vélez Sarsfield         | 15 de Abril             | 7 de diciembre | 19:00    |
| Central Córdoba (SdE)   | 3 - 1     | Racing Club             | Único Madre de Ciudades | 7 de diciembre | 21:15    |
| Gimnasia y Esgrima (LP) | 0 - 1     | Talleres (C)            | Del Bosque              | 8 de diciembre | 17:00    |
| Godoy Cruz              | 4 - 0     | Banfield                | Malvinas Argentinas     | 8 de diciembre | 17:00    |
| River Plate             | 4 - 0     | Rosario Central         | Monumental              | 8 de diciembre | 19:15    |
| Newell's Old Boys       | 0 - 1     | Boca Juniors            | Marcelo Bielsa          | 8 de diciembre | 21:00    |
| Tigre                   | 0 - 2     | Independiente Rivadavia | Monumental de Victoria  | 9 de diciembre | 17:00    |
| Argentinos Juniors      | 1 - 0     | San Lorenzo             | Diego Armando Maradona  | 9 de diciembre | 19:15    |
| Belgrano                | 2 - 2     | Estudiantes (LP)        | Gigante de Alberdi      | 9 de diciembre | 19:15    |
| Independiente           | 2 - 1     | Atlético Tucumán        | Libertadores de América | 9 de diciembre | 21:30    |
| Huracán                 | 1 - 0     | Platense                | Tomás Adolfo Ducó       | 9 de diciembre | 21:30    |

| Fecha 27                | Fecha 27  | Fecha 27                | Fecha 27                | Fecha 27        | Fecha 27 |
| Local                   | Resultado | Visitante               | Estadio                 | Fecha           | Hora     |
| ----------------------- | --------- | ----------------------- | ----------------------- | --------------- | -------- |
| Barracas Central        | 3 - 3     | Lanús                   | Tomás Adolfo Ducó       | 13 de diciembre | 19:00    |
| Estudiantes (LP)        | 2 - 2     | Argentinos Juniors      | Jorge Luis Hirschi      | 13 de diciembre | 19:00    |
| San Lorenzo             | 0 - 1     | Tigre                   | Nuevo Gasómetro         | 13 de diciembre | 21:15    |
| Banfield                | 1 - 1     | Sarmiento (J)           | Florencio Sola          | 13 de diciembre | 21:15    |
| Instituto               | 1 - 3     | Godoy Cruz              | Juan Domingo Perón      | 14 de diciembre | 17:00    |
| Rosario Central         | 2 - 1     | Belgrano                | Gigante de Arroyito     | 14 de diciembre | 17:00    |
| Boca Juniors            | 0 - 0     | Independiente           | La Bombonera            | 14 de diciembre | 19:15    |
| Racing Club             | 1 - 0     | River Plate             | El Cilindro             | 14 de diciembre | 21:15    |
| Defensa y Justicia      | 0 - 0     | Unión                   | Norberto Tomaghello     | 15 de diciembre | 17:00    |
| Platense                | 1 - 0     | Gimnasia y Esgrima (LP) | Ciudad de Vicente López | 15 de diciembre | 17:00    |
| Vélez Sarsfield         | 2 - 0     | Huracán                 | José Amalfitani         | 15 de diciembre | 19:30    |
| Talleres (C)            | 1 - 3     | Newell's Old Boys       | Mario Alberto Kempes    | 15 de diciembre | 19:30    |
| Independiente Rivadavia | 0 - 0     | Deportivo Riestra       | Bautista Gargantini     | 16 de diciembre | 21:00    |
| Atlético Tucumán        | 2 - 0     | Central Córdoba (SdE)   | Monumental José Fierro  | 16 de diciembre | 21:00    |

| 1. 2. 3. 4. |

## Tabla general de la temporada 2024
Se confeccionó con la sumatoria de puntos de los dos torneos de la temporada 2024: la fase de zonas de la Copa de la Liga Profesional y este torneo. Se utilizó para la clasificación a las Copas Libertadores y Sudamericana de 2025, y la Supercopa Internacional 2024. También iba a determinar uno de los dos descensos que luego fueron anulados.
| Pos. | Equipo                  | Pts. | PJ | PG | PE | PP | GF | GC | Dif. |
| ---- | ----------------------- | ---- | -- | -- | -- | -- | -- | -- | ---- |
| 1.º  | Vélez Sarsfield         | 76   | 41 | 21 | 13 | 7  | 52 | 29 | 23   |
| 2.º  | Talleres (C)            | 72   | 41 | 19 | 15 | 7  | 58 | 43 | 15   |
| 3.º  | River Plate             | 70   | 41 | 18 | 16 | 7  | 64 | 31 | 33   |
| 4.º  | Racing Club             | 70   | 41 | 21 | 7  | 13 | 66 | 41 | 25   |
| 5.º  | Boca Juniors            | 67   | 41 | 18 | 13 | 10 | 50 | 35 | 15   |
| 6.º  | Godoy Cruz              | 64   | 41 | 17 | 13 | 11 | 47 | 34 | 13   |
| 7.º  | Estudiantes (LP)        | 63   | 41 | 16 | 15 | 10 | 55 | 43 | 12   |
| 8.º  | Independiente           | 63   | 41 | 15 | 18 | 8  | 39 | 27 | 12   |
| 9.º  | Huracán                 | 62   | 41 | 16 | 14 | 11 | 40 | 30 | 10   |
| 10.º | Unión                   | 60   | 41 | 16 | 12 | 13 | 43 | 40 | 3    |
| 11.º | Lanús                   | 59   | 41 | 15 | 14 | 12 | 48 | 45 | 3    |
| 12.º | Defensa y Justicia      | 58   | 41 | 14 | 16 | 11 | 44 | 46 | −2   |
| 13.º | Platense                | 57   | 41 | 14 | 15 | 12 | 30 | 32 | −2   |
| 14.º | Argentinos Juniors      | 56   | 41 | 15 | 11 | 15 | 47 | 42 | 5    |
| 15.º | Instituto               | 53   | 41 | 15 | 8  | 18 | 50 | 48 | 2    |
| 16.º | Atlético Tucumán        | 50   | 41 | 12 | 14 | 15 | 36 | 50 | −14  |
| 17.º | Belgrano                | 49   | 41 | 11 | 16 | 14 | 52 | 53 | −1   |
| 18.º | Barracas Central        | 49   | 41 | 11 | 16 | 14 | 35 | 48 | −13  |
| 19.º | Newell's Old Boys       | 49   | 41 | 13 | 10 | 18 | 35 | 50 | −15  |
| 20.º | Gimnasia y Esgrima (LP) | 48   | 41 | 13 | 9  | 19 | 39 | 46 | −7   |
| 21.º | Deportivo Riestra       | 48   | 41 | 11 | 15 | 15 | 34 | 43 | −9   |
| 22.º | Rosario Central         | 47   | 41 | 12 | 11 | 18 | 37 | 48 | −11  |
| 23.º | Independiente Rivadavia | 46   | 41 | 12 | 10 | 19 | 36 | 50 | −14  |
| 24.º | San Lorenzo             | 45   | 41 | 10 | 15 | 16 | 30 | 40 | −10  |
| 25.º | Central Córdoba (SdE)   | 42   | 41 | 10 | 12 | 19 | 39 | 56 | −17  |
| 26.º | Banfield                | 41   | 41 | 9  | 14 | 18 | 36 | 51 | −15  |
| 27.º | Tigre                   | 39   | 41 | 9  | 12 | 20 | 34 | 55 | −21  |
| 28.º | Sarmiento (J)           | 35   | 41 | 7  | 14 | 20 | 27 | 47 | −20  |

|  | Clasificó a la Supercopa Internacional 2024. |
|  | Clasificaron a la Copa Libertadores 2025.    |
|  | Clasificaron a la Copa Sudamericana 2025.    |

| 1. 2. 3. 4. |

## Clasificación a las competencias internacionales

### Copa Libertadores
Argentina tiene siete cupos en la Copa Libertadores 2025, seis de ellos en la fase de grupos y el séptimo en la fase 2:
- Argentina 1: Racing Club, campeón de la Copa Sudamericana 2024.
- Argentina 2: Vélez Sarsfield, campeón de este torneo.
- Argentina 3: Estudiantes (LP), campeón de la Copa de la Liga Profesional 2024.
- Argentina 4: Central Córdoba (SdE), campeón de la Copa Argentina 2024.
- Argentina 5: Talleres (C), el primer ubicado en la tabla general de la temporada 2024, excluidos los clasificados como campeones.
- Argentina 6: River Plate, el segundo ubicado.
- Argentina 7: Boca Juniors, el tercer ubicado.

### Copa Sudamericana
Los seis cupos asignados en la Copa Sudamericana 2025 son:
- Argentina 1: Godoy Cruz, el primer ubicado en la tabla general de la temporada 2024, luego de los clasificados a la Copa Libertadores 2025.
- Argentina 2: Independiente, el segundo ubicado.
- Argentina 3: Huracán, el tercer ubicado.
- Argentina 4: Unión, el cuarto ubicado.
- Argentina 5: Lanús, el quinto ubicado.
- Argentina 6: Defensa y Justicia, el sexto ubicado.

## Descensos y ascensos
Con los descensos anulados y el ascenso de Aldosivi, campeón de la Primera Nacional 2024, y San Martín de San Juan, ganador del Torneo reducido por el segundo ascenso, el número de participantes para la siguiente edición del certamen aumentó a 30 equipos.

## Goleadores
| Jugador          | Equipo                | Goles | Jugada | Cabeza | T. libre | Penal | PJ |
| ---------------- | --------------------- | ----- | ------ | ------ | -------- | ----- | -- |
| Franco Jara      | Belgrano              | 13    | 12     | 1      | 0        | 0     | 21 |
| Braian Romero    | Vélez Sarsfield       | 12    | 8      | 2      | 0        | 2     | 27 |
| Miguel Borja     | River Plate           | 11    | 7      | 1      | 0        | 3     | 22 |
| Milton Giménez   | Banfield-Boca Juniors | 10    | 5      | 4      | 0        | 1     | 25 |
| Mateo Pellegrino | Platense              | 10    | 5      | 1      | 0        | 4     | 25 |

Fuente: Estadísticas-AFA

## Entrenadores
| Listado de entrenadores | Listado de entrenadores                               | Listado de entrenadores |
| Equipo | Entrenador                                            | Fechas                  |
| --- | ----------------------------------------------------- | ----------------------- |
| Argentinos Juniors | Pablo Guede                                           | 1.ª a 11.ª              |
| Argentinos Juniors | Cristian Zermatten (interino)                         | 12.ª a 23.ª             |
| Argentinos Juniors | Norberto Batista (interino)                           | 24.ª a 27.ª             |
| Atlético Tucumán | Facundo Sava                                          | 1.ª a 27.ª              |
| Banfield | Julio César Falcioni                                  | 1.ª a 5.ª               |
| Banfield | Gustavo Munúa                                         | 6.ª a 22.ª              |
| Banfield | Miguel Robinson Hernández (interino)                  | 23.ª a 27.ª             |
| Barracas Central | Alejandro Orfila                                      | 1.ª a 12.ª              |
| Barracas Central | Fernando Berón (interino)                             | 13.ª                    |
| Barracas Central | Rubén Darío Insúa                                     | 14.ª a 27.ª             |
| Belgrano | Juan Cruz Real                                        | 1.ª a 24.ª              |
| Belgrano | Norberto Fernández (interino)                         | 25.ª a 27.ª             |
| Boca Juniors | Diego Martínez                                        | 1.ª a 16.ª              |
| Boca Juniors | Mariano Herrón (interino)                             | 17.ª                    |
| Boca Juniors | Fernando Gago                                         | 18.ª a 27.ª             |
| Central Córdoba (SdE) | Lucas González Vélez                                  | 1.ª a 8.ª               |
| Central Córdoba (SdE) | Omar De Felippe                                       | 9.ª a 27.ª              |
| Defensa y Justicia | Julio Vaccari                                         | 1.ª                     |
| Defensa y Justicia | Pablo Quatrocchi (interino)                           | 2.ª y 3.ª               |
| Defensa y Justicia | Francisco Meneghini                                   | 4.ª a 12.ª              |
| Defensa y Justicia | Pablo de Muner                                        | 13.ª a 27.ª             |
| Deportivo Riestra | Cristian Fabbiani                                     | 1.ª a 27.ª              |
| Estudiantes (LP) | Eduardo Domínguez                                     | 1.ª a 27.ª              |
| Gimnasia y Esgrima (LP) | Marcelo Méndez Russo                                  | 1.ª a 27.ª              |
| Godoy Cruz | Daniel Oldrá                                          | 1.ª a 23.ª              |
| Godoy Cruz | Ernesto Pedernera (interino)                          | 24.ª a 27.ª             |
| Huracán | Frank Darío Kudelka                                   | 1.ª a 27.ª              |
| Independiente | Carlos Tévez                                          | 1.ª y 2.ª               |
| Independiente | Hugo Tocalli (interino)                               | 3.ª a 5.ª               |
| Independiente | Julio Vaccari                                         | 6.ª a 27.ª              |
| Independiente Rivadavia | Martín Cicotello                                      | 1.ª a 12.ª              |
| Independiente Rivadavia | Alfredo Berti                                         | 13.ª a 27.ª             |
| Instituto | Diego Dabove                                          | 1.ª a 22.ª              |
| Instituto | Daniel Jiménez (interino) Bruno Martelotto (interino) | 23.ª a 27.ª             |
| Lanús | Ricardo Zielinski                                     | 1.ª a 27.ª              |
| Newell's Old Boys | Mauricio Larriera                                     | 1.ª a 4.ª               |
| Newell's Old Boys | Adrián Coria (interino)                               | 5.ª                     |
| Newell's Old Boys | Sebastián Méndez                                      | 6.ª a 14.ª              |
| Newell's Old Boys | Ricardo Lunari (interino)                             | 15.ª a 22.ª             |
| Newell's Old Boys | Gabriel del Valle Medina (interino)                   | 23.ª y 24.ª             |
| Newell's Old Boys | Mariano Soso                                          | 25.ª a 27.ª             |
| Platense | Sergio Gómez Favio Orsi                               | 1.ª a 27.ª              |
| Racing Club | Gustavo Costas                                        | 1.ª a 27.ª              |
| River Plate | Martín Demichelis                                     | 1.ª a 8.ª               |
| River Plate | Marcelo Escudero (interino)                           | 9.ª                     |
| River Plate | Marcelo Gallardo                                      | 10.ª a 27.ª             |
| Rosario Central | Miguel Ángel Russo                                    | 1.ª a 8.ª               |
| Rosario Central | Matías Lequi                                          | 9.ª a 22ª               |
| Rosario Central | Ariel Holan                                           | 23.ª a 27.ª             |
| San Lorenzo | Leandro Romagnoli                                     | 1.ª a 17.ª              |
| San Lorenzo | Miguel Ángel Russo                                    | 18.ª a 27.ª             |
| Sarmiento (J) | Israel Damonte                                        | 1.ª a 18.ª              |
| Sarmiento (J) | Martín Funes (interino)                               | 19.ª a 22.ª             |
| Sarmiento (J) | Javier Sanguinetti                                    | 23.ª a 27.ª             |
| Talleres (C) | Walter Ribonetto                                      | 1.ª a 12.ª              |
| Talleres (C) | Mariano Levisman (interino)                           | 13.ª                    |
| Talleres (C) | Alexander Medina                                      | 14.ª a 27.ª             |
| Tigre | Sebastián Domínguez                                   | 1.ª a 27.ª              |
| Unión | Cristian González                                     | 1.ª a 27.ª              |
| Vélez Sarsfield | Gustavo Quinteros                                     | 1.ª a 27.ª              |
| 1. 2. 3. 4. 5. 6. 7. 8. 9. 10. 11. 12. 13. 14. 15. 16. 17. 18. 19. 20. 21. 22. 23. 24. 25. 26. 27. 28. 29. 30. 31. 32. 33. 34. 35. 36. 37. 38. 39. 40. 41. 42. 43. 44. 45. 46. 47. 48. 49. 50. 51. 52. 53. 54. 55. 56. 57. |                                                       |                         |